# Herstellermarke
Die Herstellermarke (oder Fabrikmarke; englisch manufacturer brand) ist eine durch den Hersteller für Markenartikel bestimmte Marke, unter der diese Artikel im Handel vertrieben werden.

## Allgemeines
Da Herstellermarken dem Markenrecht unterliegen, genießen sie einen absoluten Markenschutz (§§ 4, § 14 MarkenG). Herstellermarken können nicht nur vom Inhaber des Markenrechts produziert werden, sondern auch von anderen Unternehmen im Auftrag oder mit Lizenz des Rechteinhabers. Nicht die Kombination verschiedener Eigenschaften, sondern die selektive Wahrnehmung der Kunden ist entscheidend dafür, welche Güter oder Dienstleistungen als Marke eingestuft werden.

## Inhalt und Funktionen
Die Herstellermarke besteht aus zwei Elementen, dem Markennamen als verbalem Teil der Marke, und dem Markenzeichen. Letzteres ist ein eigenes Zeichen, bestehend aus Schrift, Bild oder beidem oder einem Logo, die Echtheit und gleichbleibende Güte einer Ware zusichern sollen. Sie gilt als Warenzeichen, das durch Eintragung in die Zeichenrolle des Patentamts einen – verlängerbaren – Zeichenschutz von zehn Jahren erhält.
Herstellermarken sollen folgende Funktionen erfüllen:
| Aus Sicht des Verbrauchers                   | Aus Sicht des Herstellers                               |
| -------------------------------------------- | ------------------------------------------------------- |
| Orientierungshilfe bei der Warenauswahl      | Absatzförderung                                         |
| Erleichterung der Identifikation             | Präferenzbildung beim Kunden                            |
| Vertrauen schaffen                           | Aufbau von Markentreue, Produkttreue und Kundenbindung  |
| Sicherheit schaffen                          | differenzierte Marktbearbeitung und Preispolitik        |
| Prestige im sozialen Umfeld des Verbrauchers | Verbesserung der Verhandlungsmacht gegenüber dem Handel |

## Arten
Allgemein wird unterschieden zwischen Premium-, klassischer und Zweit- oder Dritt-Herstellermarke:
- Premium-Herstellermarke: Für Luxusgüter vorbehalten, die mit höchster Produktqualität und einer Hochpreisstrategie angeboten werden.

Beispiele: Champagner (etwa Moët & Chandon), Textilwaren (Pierre Cardin) oder Parfüms (Chanel).
- Klassische Herstellermarke: Wird mit dem Ziel geführt, die Marktstellung des Marktführers (größter Marktanteil) zu erreichen oder beizubehalten. Die Produkte sind im mittleren bis gehobenen Preissegment vergleichbarer Produkte angesiedelt.

Beispiele: Coca-Cola, Haribo, Nutella.
- Zweit- oder Dritt-Herstellermarke: Geringer Distributionsgrad und geringere Produktqualität.[8] Das Preisniveau liegt im Billigsortiment.

Beispiele: Die Henkell & Co. Sektkellerei führt als Erstmarke „Henkell Trocken“, als Zweitmarke „Söhnlein Brillant“ und als Drittmarke „Rüttgers Club“.
Die Unterscheidung wird ausschließlich anhand von Produktqualität/Dienstleistungsqualität und Preisniveau vorgenommen.

## Wirtschaftliche Aspekte
Herstellermarken können das Konsumverhalten beeinflussen. Die Begegnung mit Markenartikeln, der direkte Gebrauch sowie der regelmäßige Austausch über das Markenwissen formt das Konsumverhalten des Konsumenten. Die Marken- oder Produkttreue ist beim Konsumenten eine sachliche Präferenz, die bei einer Kaufentscheidung den Ausschlag geben kann. Genießt der Hersteller eine gute Reputation bei den Verbrauchern, so strahlt dies automatisch auf seine Marken ab und umgekehrt. Der Hersteller kann eine gute Reputation der Kernmarke auch für die erfolgreiche Vermarktung einer neuen Produktlinie nutzen, indem er eine Zweitmarke schafft, deren Zugehörigkeit zur Kernmarke auch im Namen der Zweitmarke deutlich erkennbar ist. Eine Handelsmarke wiederum darf nicht den Eindruck einer Fabrikmarke erwecken. Es besteht nämlich eine Tendenz, dass Handelsmarken die Herstellermarken insbesondere im Lebensmitteleinzelhandel verdrängen.
Herstellermarken können unter einer Dachmarke zusammengefasst sein.

## Abgrenzung
Eine Marke kann eine Handelsmarke, Herstellermarke oder Gattungsmarke (Unterform der Handelsmarke) sein. Das Markenrecht an Handelsmarken liegt bei Handelsunternehmen, bei Herstellermarken liegt das Markenrecht in der Produktionswirtschaft.